# Episodi di NTSF:SD:SUV:: (prima stagione)
La prima stagione della serie televisiva NTSF:SD:SUV::, composta da 12 episodi, è stata trasmessa negli Stati Uniti, da Adult Swim, dal 21 luglio al 6 ottobre 2011.
In Italia la stagione è stata interamente pubblicata il 14 settembre 2016 su TIMvision.
| nº | Titolo originale                               | Titolo italiano                        | Prima TV USA      | Pubblicazione Italia |
| -- | ---------------------------------------------- | -------------------------------------- | ----------------- | -------------------- |
| 1  | One Cabeza, Two Cabeza, Three Cabeza...DEAD!   | Cabeza demente                         | 21 luglio 2011    | 14 settembre 2016    |
| 2  | The Birthday Party That Was Neither            | Festa di compleanno incompiuta         | 28 luglio 2011    | 14 settembre 2016    |
| 3  | Exes and Oh-No's!                              | Doppio gioco al quadrato               | 4 agosto 2011     | 14 settembre 2016    |
| 4  | The Risky Business of Being Alone in Your Home | Risky Business - in casa da solo       | 11 agosto 2011    | 14 settembre 2016    |
| 5  | Dolphinnegan's Wake                            | Veglia di Delfinnigan                  | 18 agosto 2011    | 14 settembre 2016    |
| 6  | Tijuana, We've Got a Problem                   | Tijuana, abbiamo un problema           | 25 agosto 2011    | 14 settembre 2016    |
| 7  | Full Hauser                                    | Full contro scala                      | 1º settembre 2011 | 14 settembre 2016    |
| 8  | Up Periscope, Down with San Diego              | Pericolo periscopio                    | 8 settembre 2011  | 14 settembre 2016    |
| 9  | Cause for ConCERN                              | Motivo di preoccupazione               | 15 settembre 2011 | 14 settembre 2016    |
| 10 | Piper Doesn't Live Here Anymore                | Piper non abita più qui                | 22 settembre 2011 | 14 settembre 2016    |
| 11 | Twistin' the Night Away                        | Twistin' the Night Away                | 29 settembre 2011 | 14 settembre 2016    |
| 12 | I Left My Heart In Someone's Cooler            | Ho lasciato il cuore da un'altra parte | 6 ottobre 2011    | 14 settembre 2016    |

## Cabeza demente
- Titolo originale: One Cabeza, Two Cabeza, Three Cabeza...DEAD!
- Diretto da: Eric Appel
- Scritto da: Paul Scheer

### Trama
Una nuova bevanda alcolica sta uccidendo gli studenti della University of Southern San Diego. Gli NTSF devono collaborare con la Food and Drug Administration, nonostante la loro sfiducia reciproca, per seguire tutti gli indizi.
- Guest star: J. K. Simmons (Frank Forrest), Casey Wilson (Ghost Gabber).

## Festa di compleanno incompiuta
- Titolo originale: The Birthday Party That Was Neither
- Diretto da: Eric Appel
- Scritto da: Owen Burke

### Trama
Ogni membro degli NTSF riceve una chiamata misteriosa da una persona che afferma di avere informazioni segrete su di loro. All'insaputa degli altri membri, ognuno deve portare un milione di dollari in un magazzino, lasciando Kove da solo al quartier generale degli NTSF. Quando il chiamante viene finalmente rivelato, la squadra lo deride su delle faccende passate.
- Guest star: John Cho (Chip), Ed Helms (Eddie), Kerri Kenney-Silver (4-Sight).

## Doppio gioco al quadrato
- Titolo originale: Exes and Oh-No's!
- Diretto da: Eric Appel
- Scritto da: Paul Scheer

### Trama
Trent scopre che una delle sue ex-mogli ha subito un cambio di sesso e sta cercando di rubare un tesoro nazionale a San Diego. Ora deve traversare la gelosia di Kove e fermare la sua ex prima che si innamori di lei/lui di nuovo. Inoltre, nessuno ha letto il libro di Piper per il club del libro e l'incontro si tiene la sera stessa.
- Guest star: Rich Fulcher (Elena).
- Ascolti USA: telespettatori 1.366.000 – rating/share 18-49 anni.[2]

## Risky Business - in casa da solo
- Titolo originale: The Risky Business of Being Alone in Your Home
- Diretto da: Eric Appel
- Scritto da: Rob Huebel

### Trama
Trent è sospeso dagli NTSF e il suo vecchio nemico, l'agente Van Damm legato alla sedia a rotelle, lo sostituisce. Mentre Trent è a casa da solo, deve respingere i terroristi intenti a ucciderlo mentre le sue difese sono state abbattute. Nel frattempo, Van Damm diventa il ragazzo prodigio degli NTSF. Ma qualcosa non quadra con questo nuovo ragazzo.
- Guest star: Jon Daly (Chad), Martin Kove (capocellula), Johanna Parker (Casalinga), Adam Scott (Van Damm).

## Veglia di Delfinnigan
- Titolo originale: Dolphinnegan's Wake
- Diretto da: Ryan McFaul
- Scritto da: Curtis Gwinn

### Trama
Un serial killer di delfini è a piede libero e l'NTSF non ha alcun indizio. Trent decide quindi di visitare il serial killer di delfini più letale in cattività per avere maggiori informazioni, prima che Sam e Jessie vengano uccisi dal killer.
- Guest star: John Gemberling (Bruce), Tony Hale (Dott. Karl), Mark Hamill (Lundgren), Danielle Schneider (Betty).

## Tijuana, abbiamo un problema
- Titolo originale: Tijuana, We've Got a Problem
- Diretto da: Ryan McFaul
- Scritto da: Paul Scheer

### Trama
Una spogliarellista astronauta ruba i piani di uno space shuttle e li vende al Messico. L'NTSF decide di andare in Messico nel tentativo di fermare il malvagio presidente Felipe Calderon.
- Guest star: Lorenzo Lamas (Felipe Calderon), Gabrielle Union (Sandy Canyons).
- Ascolti USA: telespettatori 1.291.000 – rating/share 18-49 anni.[3]

## Full contro scala
- Titolo originale: Full Hauser
- Diretto da: Ryan McFaul
- Scritto da: B.J. Porter e Corinne Marshall

### Trama
In una parodia di Casino Royale, Trent ha la possibilità di catturare un terrorista internazionale poiché la nave da crociera su cui sta viaggiando si sposterà brevemente attraverso le acque territoriali di San Diego. Trent diventa un furfante e finge di portare la squadra NTSF in vacanza con uno stratagemma per arrestare l'uomo malvagio in acque internazionali. Tuttavia si verificano dei problemi dopo che Piper ha deciso di portare il suo fidanzato in crociera senza informarlo della sua identità segreta.
- Guest star: Moon Bloodgood (Vivica), Jeff Goldblum (Gunnar Geirhart), Curtis Gwinn (Tucker), Riley Steele (Erica).

## Pericolo per iscopio
- Titolo originale: Up Periscope, Down with San Diego
- Diretto da: Eric Appel
- Scritto da: Jonathan Stern

### Trama
Jessie e Sam vengono rapiti da un sottomarino giapponese disperso in mare da 70 anni che ha perso la rotta verso Pearl Harbor. L'NTSF cerca di trovarli per fermare il loro attacco a lungo ritardato, programmato per San Diego.
- Guest star: Dana Lee (comandante del sottomarino), Jerry O'Connell (Mental Man).
- Ascolti USA: telespettatori 1.040.000 – rating/share 18-49 anni.[4]

## Motivo di preoccupazione
- Titolo originale: Cause for ConCERN
- Diretto da: Ryan McFaul
- Scritto da: Jonathan Stern

### Trama
Trent entra in un acceleratore di particelle del CERN e finisce in un universo alternativo in cui i terroristi sono gli NTSF.
- Guest star: Curtis Gwinn (Tucker), Katie Walder (giornalista).
- Ascolti USA: telespettatori 1.372.000 – rating/share 18-49 anni.[5]

## Piper non abita più qui
- Titolo originale: Piper Doesn't Live Here Anymore
- Diretto da: Ryan McFaul
- Scritto da: Paul Scheer

### Trama
Dopo aver ricevuto un regalo di compleanno "speciale", Isabelle Gareth, l'alter ego di Piper sottoposto al lavaggio del cervello nonché assassina altamente qualificata, viene attivata e dà la caccia a tutti gli NTSF.
- Guest star: Seth Morris (Danny Reboot), Wilmer Valderrama (Enrique).

## Twistin' the Night Away
- Titolo originale: Twistin' the Night Away
- Diretto da: Ryan McFaul
- Scritto da: Curtis Gwinn

### Trama
Trent rintraccia la fonte di alcuni strani eventi, tra cui una situazione in ostaggio con dei SUV e la collaborazione di Sam con un nuovo inquietante membro della squadra.
- Guest star: Jackie Clarke (donna selvaggia), Robert Picardo (Damian), Matt Walsh (agente della NASA).
- Ascolti USA: telespettatori 1.158.000 – rating/share 18-49 anni.[6]

## Ho lasciato il cuore da un'altra parte
- Titolo originale: I Left My Heart in Someone's Cooler
- Diretto da: Eric Appel
- Scritto da: Adam Pally e Gil Ozeri

### Trama
Una bomba a orologeria viene impiantata al posto del cuore del Presidente della Marina e Trent deve trovare il suo cuore e spegnerlo prima che la bomba esploda.
- Guest star: Courtney Ford (donna europea), Adam Pally (ragazzaccia), Julian Sands (dottore).